# 旺烏努島

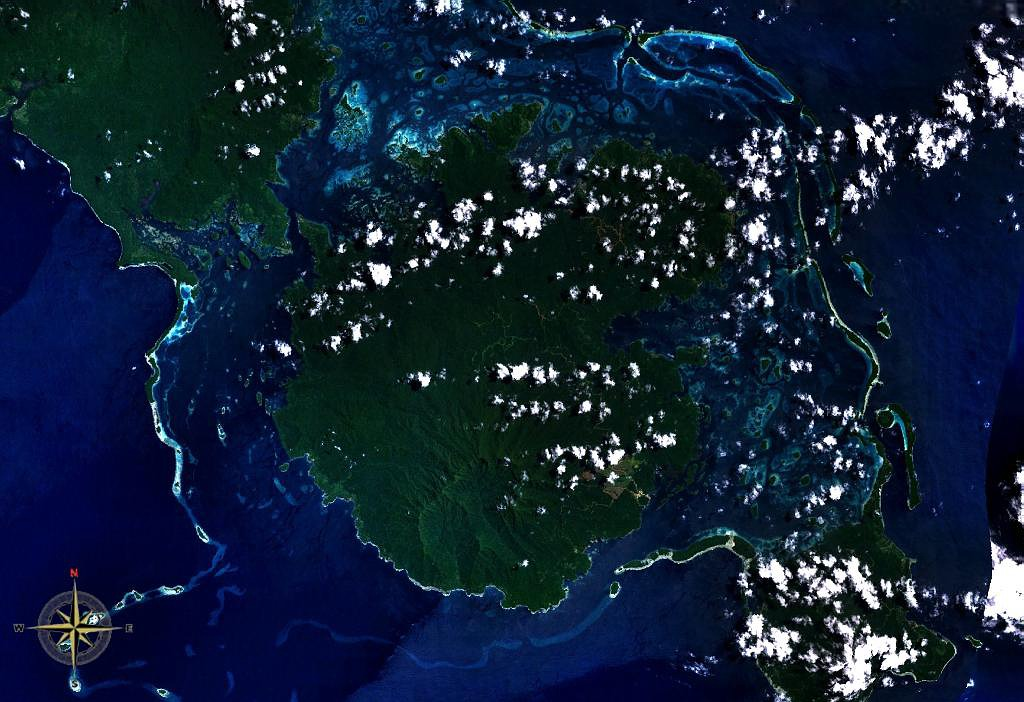
旺烏努島衛星圖片

旺烏努島是所羅門群島的島嶼，屬於新喬治亞群島的一部分，位於該群島的南端，西北為新喬治亞島，東南是恩加托卡埃島，行政上由所羅門群島的西部省管轄。全島面積509平方公里，最高點海拔高度1,082米，1999年人口為2,212人。

## 地理
旺屋努島是火山島，主峰高度為 1,082（3,550 英尺），是不活躍的更新世成層火山，火山斜坡覆蓋著茂密的森林。世界上最大的鹹水潟湖（ Marovo Lagoon ）環繞著本島的大部分地區。
旺屋努島以南約 28公里（17 英里）處，有一座名為卡瓦其（Kavachi）的海底火山，是該群島目前唯一的活火山，也是西南太平洋最活躍的海底火山之一。2022年，人造衛星拍攝到卡瓦奇海底火山的噴發。